# Cicia crocata
Cicia crocata är en fjärilsart som beskrevs av Jean Baptiste Boisduval 1871/72. Cicia crocata ingår i släktet Cicia och familjen påfågelsspinnare. Inga underarter finns listade i Catalogue of Life.